# Цруја Шалев
Цруја Шалев (хебр. צרויה שלו, рођена 13. маја 1959) је израелска књижевница.

## Биографија
Цруја Шалев је рођена у кибуцу Кинерет. Магистрирала је теологију и ради као књижевни уредник у издавачкој кући „Кетер“. Дана 29. јануара 2004. године, када се враћала својој кући у Рехавији у Јерусалиму, након што је одвела своје дете у вртић, палестински бомбаш самоубица разнео је градски аутобус док је она пролазила. Требало јој је четири месеца да се опорави од повреда. Шалев је удата за Ајала Мегеда, сина Ахарона Мегеда. Њен рођак је аутор Меир Шалев, а брат јој је математичар Анер Шалев.

## Књижевна каријера
Шалев је објавила шест романа, књигу поезије и две књиге за децу. Њени романи Љубавни живот (1997), Муж и жена (2000), Касна породица (2005), Остаци љубави (2011) и Бол (2019) добили су признања критике како у Израелу, тако и у иностранству. Преведене су на 27 језика  и биле су бестселери у неколико земаља. Шалев је три пута награђивана Златном и Платинастом наградом Удружења издавача књига, немачком наградом за књижевност "Корине" (2001), француском наградом "Амфи" (2003) и наградом ACUM (1997, 2003, 2005). Године 2012, Шалев је од немачког листа Die Welt добила награду "Welt Literaturpreis" за њен рад, који је похвалио њен сјајни магијски језик. 
Роман Муж и жена је номинован за француску награду "Фемина" (2002) и уврштен је на француску Fnac листу 200 најбољих књига деценије.
Роман Љубавни живот је немачки лист Шпигел сврстао међу двадесет најбољих романа у последњих четрдесет година, поред дела Сола Белоуа и Филипа Рота. Књига је адаптирана за филм под насловом Љубавни живот (немачки наслов Liebesleben), заједнички немачко-израелски филм из 2007. у режији Марије Шрадер.
Године 2001. добила је награду за књижевност "Корине" за роман Муж и жена. Године 2014. њен роман Остаци љубави освојио је награду "Фемина". Године 2019. освојила је награду "Jan Michalski" за свој роман Бол. 